# Val-d'Arcomie
Val-d'Arcomie es una comuna nueva francesa situada en el departamento de Cantal, en la región de Auvernia-Ródano-Alpes.

## Historia
Fue creada el 1 de enero de 2016, en aplicación de una resolución del prefecto de Cantal de 30 de septiembre de 2015 con la unión de las comunas de Faverolles, Loubaresse, Saint-Just y Saint-Marc, pasando a estar el ayuntamiento en la antigua comuna de Loubaresse.

## Demografía
| Gráfica de evolución demográfica de Val-d'Arcomie entre 1901 y 2021 |
|                                                                     |

Los datos entre 1800 y 2013 son el resultado de sumar los parciales de las cuatro comunas que forman la nueva comuna de Val-d'Arcomie, cuyos datos se han cogido de 1800 a 1999, para las comunas de Faverolles, Loubaresse, Saint-Just y Saint-Marc de la página francesa EHESS/Cassini. Los demás datos se han cogido de la página del INSEE.

## Composición
| Comuna delegada | Código INSEE | Población (2013) | Superficie (km²) | Densidad (hab./km²) |
| --------------- | ------------ | ---------------- | ---------------- | ------------------- |
| Faverolles      | 15068        | 308              | 32.19            | 80                  |
| Loubaresse      | 15108        | 402              | 28.24            | 14                  |
| Saint-Just      | 15195        | 207              | 17.06            | 12                  |
| Saint-Marc      | 15197        | 82               | 8.78             | 10                  |